# Daniel Ellsberg

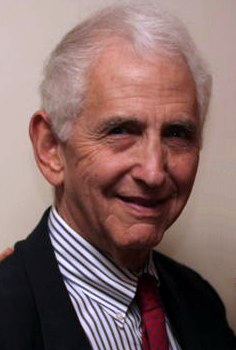
Ellsberg en 2006

Daniel Ellsberg (Chicago, 7 de abril de 1931-Kensington, California, 16 de junio de 2023) fue un analista estadounidense de las Fuerzas Armadas de los Estados Unidos que, mientras trabajaba en la Corporación RAND, dio lugar a una polémica política cuando filtró al The New York Times y a otros periódicos los llamados Pentagon Papers, un estudio del Pentágono clasificado de alto secreto sobre la toma de decisiones del Gobierno de los Estados Unidos en relación con la guerra de Vietnam. Fue galardonado en 2006 con el Premio Right Livelihood. Ellsberg también es conocido por haber realizado una aportación fundamental a la teoría de la decisión, la paradoja de Ellsberg.

## Biografía
Ellsberg nació en Chicago, Illinois, en 1931, hijo de Adele D. (nacida Charsky) y Harry Ellsberg. Sus padres eran judíos ashkenazi y se habían convertido a la Ciencia Cristiana. Fue criado bajo la influencia de la Ciencia Cristiana. Creció en Detroit, Míchigan, y asistió a la escuela de Cranbrook en Bloomfield Hills. Su madre quería que su hijo fuera un concertista de piano pero dejó la actividad en julio de 1946 cuando ella murió en un accidente de coche, junto con su hermana, después de que su padre se quedara dormido al volante del coche en el que viajaba la familia y se estrellara contra un muro.
Ellsberg asistió a la Universidad de Harvard con una beca y se graduó en economía en 1952. Luego estudió en la Universidad de Cambridge con una beca Woodrow Wilson y un año más tarde regresó a Harvard para realizar estudios de posgrado. En 1954, abandonó Harvard para ingresar en el Cuerpo de Marines de EE. UU. Sirvió como jefe de pelotón y comandante de compañía en la 2.ª división de Infantería de Marina y después de cumplir sus dos años de compromiso oficial de la reserva fue dado de baja del Cuerpo como primer teniente en 1957. Se reincorporó a Harvard como becario durante dos años, hasta 1959. A continuación, comenzó a trabajar como analista estratégico de la Corporación RAND, donde se concentró en la estrategia nuclear.
En 1962, completó su doctorado en Economía en la Universidad de Harvard. La tesis de Ellsberg, dentro del campo de la teoría de la decisión, se basó en una serie de experimentos que demostraron que, en general, las decisiones en condiciones de incertidumbre o ambigüedad no pueden ser compatibles con probabilidades subjetivas bien definidas. Este hallazgo, ahora conocido como la paradoja de Ellsberg, fue la base de una gran cantidad de literatura que se ha desarrollado desde la década de 1980, incluidos enfoques como la utilidad esperada de Choquet y la teoría de la decisión bajo ausencia de información (info-gap).
Ellsberg sirvió en el Pentágono a partir de agosto de 1964 bajo el secretario de Defensa Robert McNamara (y, de hecho, estaba de guardia en la noche del incidente del golfo de Tonkin, informando del incidente a McNamara). Luego trabajó durante dos años en Vietnam trabajando para el general Edward Lansdale como civil en el Departamento de Estado.
Después de servir en Vietnam, Ellsberg volvió a trabajar en la Corporación RAND. En 1967, colaboró en un estudio de alto secreto de los documentos clasificados sobre la gestión de la guerra de Vietnam que había sido encargado por el secretario de Defensa McNamara. Estos documentos, terminados en 1968, más tarde fueron conocidos como los Pentagon Papers. Ellsberg fue uno de los pocos individuos que tenía acceso al conjunto completo de documentos, porque ostentaba una habilitación de seguridad de alto nivel y quería construir una gran síntesis de este esfuerzo investigador.

## Desafecto con la guerra de Vietnam
A partir de 1969, Ellsberg comenzó a asistir a actos contra la guerra mientras aún permanecía en su puesto en la Corporación RAND. Su toma de conciencia se produjo al asistir a una conferencia de la War Resisters League en el Haverford College, en agosto de 1969, al escuchar un discurso pronunciado por un insumiso llamado Randy Kehler, quien dijo estar «muy emocionado» porque pronto podría reunirse con sus amigos en la cárcel.

## Pentagon Papers
A finales de 1969, con la ayuda de su excolega en la Corporación RAND, Anthony Russo, Ellsberg hizo en secreto varios juegos de fotocopias de los documentos clasificados a los que tuvo acceso, los cuales más tarde fueron conocidos como los Pentagon Papers (Papeles del Pentágono). Revelaron que el gobierno tenía conocimiento, desde el principio, de que la guerra muy probablemente no podría ser ganada, y que la continuación de la guerra llevaría a muchas más víctimas de lo que nunca fue admitido públicamente. Además, como un editor de The New York Times escribió más tarde, estos documentos:
«demostraron, entre otras cosas, que la administración Johnson había mentido sistemáticamente, no solo al público sino también al Congreso, sobre un tema de interés nacional trascendente e importante.»
El domingo, 13 de junio de 1971, el Times publicó el primero de los nueve extractos y comentarios sobre la colección de 7000 páginas. Durante quince días, al Times se le impidió la publicación de sus artículos por orden judicial solicitada por la administración Nixon. Mientras tanto, Ellsberg filtró los documentos a The Washington Post. El 30 de junio, la Corte Suprema ordenó que el Times reanudara libremente la publicación (New York Times Co. contra Estados Unidos). Aunque el Times no reveló que Ellsberg era su fuente, este pasó a la clandestinidad durante los trece días siguientes, sospechando que las pruebas apuntarían a él como la fuente de la publicación no autorizada del estudio.

## Secuelas
La publicación de estos documentos fue políticamente embarazosa, no solo para las administraciones Kennedy y Johnson, sino también para la administración Nixon. La cinta grabada en la Oficina Oval de Nixon el 14 de junio de 1971 muestra como H. R. Haldeman describe la situación a Nixon:
«Rumsfeld se refería a eso esta mañana... Para el hombre común, todo esto es una jerigonza. Pero una cosa está clara... Esto demuestra que la gente hace cosas que el presidente quiere hacer a pesar de que estén mal y el presidente pueda estar equivocado».»
John N. Mitchell, fiscal general de Nixon, casi de inmediato emitió un telegrama al Times solicitando la paralización de la publicación. El Times se negó, y el gobierno presentó una demanda en su contra.
Aunque el Times finalmente ganó el juicio ante el Tribunal Supremo, primero un tribunal de apelaciones ordenó que el Times detuviera temporalmente la publicación. Fue la primera vez que el gobierno federal fue capaz de frenar la publicación de un periódico importante desde la presidencia de Abraham Lincoln, durante la Guerra de secesión de los EE. UU. Ellsberg filtró los Papeles del Pentágono a otros diecisiete periódicos en rápida sucesión. El derecho de la prensa a publicar los Pentagon Papers fue confirmado en la sentencia The New York Times Co. contra Estados Unidos. El fallo de la Corte Suprema fue denominado uno de los «pilares modernos» de los derechos de la Primera Enmienda con respecto a la libertad de prensa.
Como respuesta a los Pentagon Papers, el gobierno de Nixon comenzó una campaña contra las filtraciones y personalmente contra Ellsberg.

## Cultura popular
Su papel en la publicación de los Pentagon Papers fue contado en la película The Pentagon Papers (1993) de Rod Holcomb, en la que James Spader lo interpreta. También se trata su papel correspondiente en la película The Post (2017) de Steven Spielberg, en la que Matthew Rhys interpreta el papel.